# Réseau européen d'information et d'observation sur l'environnement
Le Réseau européen d’information et d’observation pour l’environnement (EIONET) a pour objectif de fournir des données, des informations et des expertises opportunes et de qualité afin d’évaluer l’état de l’environnement en Europe et les pressions qu’il subit. Il permet ainsi d'informer le public et les décideurs de l'état de l'environnement et d'inciter ces derniers à mettre en œuvre des politiques de protection de l'environnement. EIONET est un réseau de partenariat établi entre l'Agence européenne pour l'environnement (AEE) et ses pays membres et coopérants, dont l'UE.
Au niveau européen, le réseau regroupe environ 1 500 experts issus de 350 organismes, généralement publics (ministères, agences de l'environnement nationales, établissements de recherche...) à travers 39 pays. En France, le réseau est piloté par le Commissariat général au Développement durable, un service du ministère chargé de l'environnement, qui héberge le Point focal national. La centaine de membres français se répartit au sein du Ministère de l'environnement et de 15 organismes partenaires.
Les données disponibles au niveau national sont transmises sur une base régulière par les pays membres et coopérants à l'AEE, qui les compile. Les experts du réseau participent également à d'autres travaux, tels que la relecture des publications de l'AEE ou, de plus en plus, à la co-écriture de ces publications.

## Objectifs
Le réseau a pour vocation de produire et entretenir des systèmes de données utiles pour l'aide à la décision et l'évaluation environnementale, dans le cadre du développement durable notamment. Pour que ces données soient plus facilement utilisables par tous, les compilations sont publiées sous licence Creative Commons (CC BY 2.5)

## Types de données
Le réseau traite d'une large palette de thèmes en lien avec l'environnement, dont :
- administration
- agriculture
- air
- aires naturelles, paysages, écosystèmes
- alimentation, eau potable
- aspects militaires
- biologie
- bruit, vibrations
- chimie
- climat
- commerce, services
- construction
- données physiques
- données sociales, populationnelles
- dynamiques naturelles, écopaysagères
- déchets
- désastres, accidents, risques
- eau
- économie
- élevage
- énergie
- environment urbain, stress urbain
- espace, territoires
- généralités
- géographie
- industrie
- information
- législation
- matériaux
- politique environmentale
- pollution
- pêche
- radiations
- recherche
- ressources
- santé humaine
- sol
- sylviculture, foresterie
- tourisme
- transports

Des jeux de données et informations plus complexes sur la biodiversité ou les émissions de gaz à effet de serre en sont également tirés.